# شهرستان لوونان
شهرستان لوونان (به لاتین: Luonan County) یک منطقهٔ مسکونی در چین است که در شانگلو واقع شده‌است. شهرستان لوونان ۲٬۵۶۲ کیلومتر مربع مساحت و ۴۵۰٬۰۰۰ نفر جمعیت دارد و ۱٬۰۰۰ متر بالاتر از سطح دریا واقع شده‌است.